# Olympische Sommerspiele 1976/Teilnehmer (San Marino)
| Gelbes Symbol für Goldmedaillen mit stilisierten Olympischen Ringen | Graues Symbol für Silbermedaillen mit stilisierten Olympischen Ringen | Braundes Symbol für Bronzemedaillen mit stilisierten Olympischen Ringen |
| ------------------------------------------------------------------- | --------------------------------------------------------------------- | ----------------------------------------------------------------------- |
| —                                                                   | —                                                                     | —                                                                       |

San Marino nahm an den Olympischen Sommerspielen 1976 in Montreal, Kanada, mit einer Delegation von zehn Sportlern (acht Männer und zwei Frauen) teil. Zum ersten Mal in der Olympischen Geschichte San Marinos nahmen Frauen an Olympischen Spielen teil.

## Teilnehmer nach Sportarten

### Leichtathletik
- Giuseppina Grassi
Frauen, Hochsprung: In der Qualifikation

- Graziella Santini
Frauen, Weitsprung: 29. Platz in der Qualifikation

### Radsport
- Daniele Cesaretti
Straßenrennen: Rennen nicht beendet

### Schießen
- Bruno Morri
Schnellfeuerpistole: 36. Platz

- Roberto Tamagnini
Schnellfeuerpistole: 46. Platz

- Italo Casali
Kleinkaliber Dreistellungskampf: 56. Platz

- Pasquale Raschi
Kleinkaliber Dreistellungskampf: 57. Platz

- Alfredo Pelliccioni
Kleinkaliber liegend: 76. Platz

- Leo Franciosi
Trap: 21. Platz

- Silvano Raganini
Trap: 29. Platz